# Parábola del amigo inoportuno

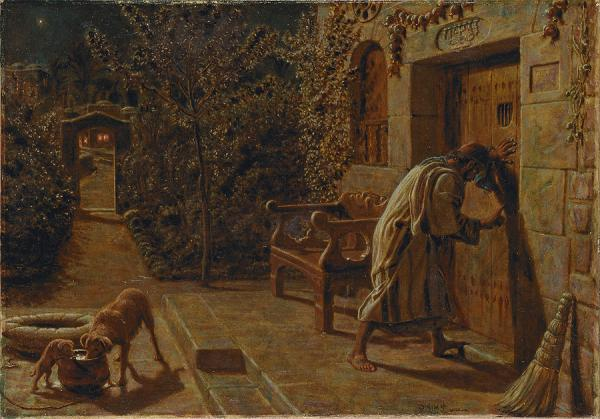
El vecino inoportuno (1895), William Holman Hunt.

La parábola del amigo inoportuno, es una de las parábolas de Jesús encontrada en Lucas 11, 5-10. Demuestra la necesidad de orar sin rendirse. Se asemeja a la parábola del juez injusto.

## Pasaje
Les dijo también:

—¿Quién de vosotros que tenga un amigo, va a él a medianoche y le dice: “Amigo, préstame tres panes, porque un amigo mío ha venido a mí casa de viaje y no tengo qué ofrecerle”; y aquél, respondiendo desde adentro, le dice: “No me molestes; la puerta ya está cerrada y mis niños están conmigo en cama. No puedo levantarme y dártelos”?
 
Os digo que, si no se levanta a dárselos por ser su amigo, al menos por su importunidad se levantará y le dará todo lo que necesite. Por eso os digo: Pedid, y se os dará; buscad, y hallaréis; llamad, y se os abrirá, porque todo aquel que pide, recibe; y el que busca, halla; y al que llama, se le abrirá.
Lucas 11:5-8, Reina-Valera, 1995

## Interpretación

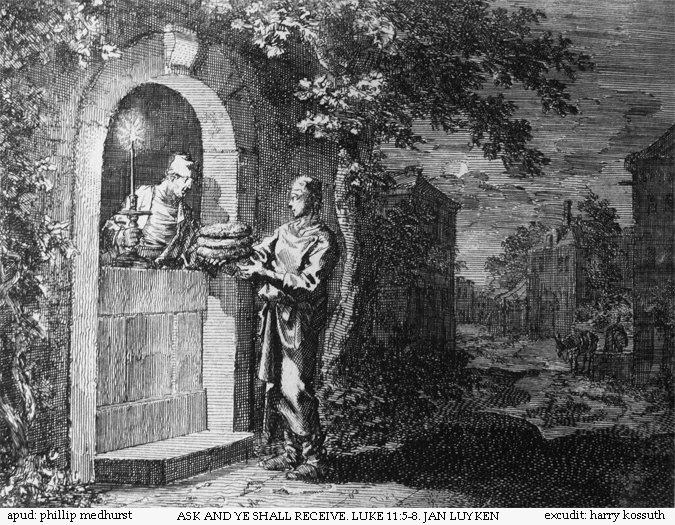
Grabado de Jan Luyken ilustrando el final de la parábola, en la Biblia de Bowyer.

Esta parábola aparece en Lucas justo después de que Jesús enseña el Padre Nuestro, así que puede ser visto como parte de la enseñanza de Jesús a sus discípulos sobre la manera de orar, siendo ésta un incentivo para hacerlo. La parábola del juez y la viuda encierra un mensaje similar.
Las palabras con las que Jesús inicia la parábola son diferentes en griego, pero no tienen paralelismos modernos, así que I. Howard Marshall considera que es una forma característica de hablar de Jesús.

## En el arte
Hay varias representaciones de esta parábola, siendo la más famosa El vecino inoportuno (1895) de William Holman Hunt, encontrada en la Galería Nacional de Victoria, Australia.